# Rallye d'Australie 2009
Le Rallye d'Australie 2009 est le 10e rallye du Championnat du monde des rallyes 2009.

## Résultats
À l'issue de la dernière spéciale, Sébastien Loeb a réalisé le meilleur temps et est donc a priori vainqueur. Mais il va écoper quelques heures plus tard d'une minute de pénalité pour une barre anti-roulis non conforme. Mikko Hirvonen récupère la victoire et possède alors cinq points d'avance sur Loeb à deux rallyes de la fin du championnat.
1 M Hirvonen 2 H 52 MIN 54.0
2 S LOEB  52.5
3 D SORDO 57.1
4 J-M LATVALA 2 MIN 04.5
5 S OGIER 2 MIN 15.8
6 M WILSON 6 MIN 18.8
7 H SOLBERG 8 MIN 10.3
8 F VILLAGRA 8 MIN 31.9
9 H PADDON  16 MIN 28.6
10 M PROKOP 16 MIN 37.2

## Spéciales chronométrées
| Étape       | Spéciale | Heure   | Nom                 | Distance | Vainqueur                          | Temps         | Leader             |
| ----------- | -------- | ------- | ------------------- | -------- | ---------------------------------- | ------------- | ------------------ |
| 1 (3-4 Sep) | SS1      | 18 h 53 | Tweed 1             | 2,55 km  | Sébastien Ogier                    | 1 min 49 s 0  | Sébastien Ogier    |
| 1 (3-4 Sep) | SS2      | 19 h 08 | Tweed 2             | 2,55 km  | Sébastien Ogier                    | 1 min 46 s 1  | Sébastien Ogier    |
| 1 (3-4 Sep) | SS3      | 07 h 38 | Kyogle 1            | 7,32 km  | Jari-Matti Latvala                 | 4 min 05 s 5  | Sébastien Ogier    |
| 1 (3-4 Sep) | SS4      | 08 h 36 | Repco 1             | 22,41 km | Mikko Hirvonen                     | 10 min 27 s 3 | Jari-Matti Latvala |
| 1 (3-4 Sep) | SS5      | 09 h 24 | Kyogle 2            | 7,32 km  | Dani Sordo                         | 3 min 59 s 1  | Jari-Matti Latvala |
| 1 (3-4 Sep) | SS6      | 10 h 37 | CTEK East 1         | 11,33 km | Annulé                             | Annulé        | Jari-Matti Latvala |
| 1 (3-4 Sep) | SS7      | 11 h 40 | Mooball 1           | 5,85 km  | Jari-Matti Latvala                 | 4 min 41 s 7  | Jari-Matti Latvala |
| 1 (3-4 Sep) | SS8      | 11 h 58 | Kidney Health 1     | 5,74 km  | Jari-Matti Latvala                 | 4 min 29 s 4  | Jari-Matti Latvala |
| 1 (3-4 Sep) | SS9      | 12 h 16 | Castrol Edge 1      | 6,85 km  | Sébastien Ogier                    | 4 min 38 s 9  | Jari-Matti Latvala |
| 1 (3-4 Sep) | SS10     | 14 h 03 | Castrol Edge East 2 | 6,85 km  | Jari-Matti Latvala                 | 4 min 29 s 3  | Jari-Matti Latvala |
| 1 (3-4 Sep) | SS11     | 15 h 03 | CTEK East 2         | 11,33 km | Annulé                             | Annulé        | Jari-Matti Latvala |
| 1 (3-4 Sep) | SS12     | 16 h 06 | Mooball 2           | 5,85 km  | Jari-Matti Latvala                 | 4 min 36 s 7  | Jari-Matti Latvala |
| 1 (3-4 Sep) | SS13     | 16 h 24 | Kidney Health 2     | 5,74 km  | Jari-Matti Latvala                 | 4 min 26 s 0  | Jari-Matti Latvala |
| 1 (3-4 Sep) | SS14     | 18 h 30 | Tweed 3             | 2,55 km  | Sébastien Ogier                    | 1 min 48 s 1  | Jari-Matti Latvala |
| 1 (3-4 Sep) | SS15     | 18 h 45 | Tweed 4             | 2,55 km  | Sébastien Ogier                    | 1 min 46 s 8  | Jari-Matti Latvala |
| 2 (5 Sep)   | SS16     | 7 h 28  | Dayco 1             | 20,31 km | Mikko Hirvonen                     | 9 min 45 s 1  | Jari-Matti Latvala |
| 2 (5 Sep)   | SS17     | 08 h 13 | Bosch 1             | 18,75 km | Sébastien Loeb                     | 9 min 26 s 3  | Jari-Matti Latvala |
| 2 (5 Sep)   | SS18     | 09 h 04 | Armor All 1         | 8,20 km  | Sébastien Loeb                     | 3 min 47 s 2  | Jari-Matti Latvala |
| 2 (5 Sep)   | SS19     | 10 h 42 | Urliup              | 5,24 km  | Mikko Hirvonen                     | 4 min 25 s 7  | Jari-Matti Latvala |
| 2 (5 Sep)   | SS20     | 13 h 55 | Armor All 2         | 8,20 km  | Sébastien Loeb                     | 3 min 42 s 8  | Jari-Matti Latvala |
| 2 (5 Sep)   | SS21     | 14 h 34 | CTEK West 1         | 8,59 km  | Sébastien Loeb                     | 4 min 28 s 3  | Sébastien Loeb     |
| 2 (5 Sep)   | SS22     | 15 h 27 | Dayco 2             | 20,31 km | Sébastien Loeb                     | 9 min 38 s 3  | Sébastien Loeb     |
| 2 (5 Sep)   | SS23     | 16 h 12 | Bosch 2             | 18,75 km | Dani Sordo                         | 9 min 30 s 6  | Mikko Hirvonen     |
| 2 (5 Sep)   | SS24     | 19 h 15 | Tweed 5             | 2,55 km  | Sébastien Ogier                    | 1 min 47 s 4  | Mikko Hirvonen     |
| 2 (5 Sep)   | SS25     | 19 h 30 | Tweed 6             | 2,55 km  | Sébastien Ogier                    | 1 min 46 s 2  | Dani Sordo         |
| 3 (6 Sep)   | SS26     | 07 h 14 | Monroe 1            | 7,40 km  | Sébastien Loeb                     | 3 min 25 s 8  | Sébastien Loeb     |
| 3 (6 Sep)   | SS27     | 07 h 36 | Castrol Edge West 1 | 21,52 km | Dani Sordo                         | 10 min 01 s 9 | Sébastien Loeb     |
| 3 (6 Sep)   | SS28     | 08 h 37 | Gondwana 1          | 10,88 km | Mikko Hirvonen                     | 6 min 19 s 0  | Sébastien Loeb     |
| 3 (6 Sep)   | SS29     | 08 h 56 | Upper Clarence 1    | 6,94 km  | Jari-Matti Latvala                 | 3 min 14 s 6  | Sébastien Loeb     |
| 3 (6 Sep)   | SS30     | 09 h 40 | CTEK West 2         | 8,59 km  | Sébastien Loeb                     | 4 min 27 s 5  | Sébastien Loeb     |
| 3 (6 Sep)   | SS31     | 11 h 03 | Monroe 2            | 7,40 km  | Sébastien Loeb                     | 3 min 21 s 1  | Sébastien Loeb     |
| 3 (6 Sep)   | SS32     | 11 h 25 | Castrol Edge West 2 | 21,52 km | Dani Sordo                         | 9 min 46 s 9  | Sébastien Loeb     |
| 3 (6 Sep)   | SS33     | 12 h 26 | Gondwana 2          | 10,88 km | Sébastien Loeb                     | 6 min 09 s 1  | Sébastien Loeb     |
| 3 (6 Sep)   | SS34     | 12 h 45 | Upper Clarence 2    | 6,94 km  | Jari-Matti Latvala Sébastien Ogier | 3 min 12 s 2  | Sébastien Loeb     |
| 3 (6 Sep)   | SS35     | 13 h 27 | Repco 2             | 22,41 km | Mikko Hirvonen                     | 10 min 14 s 4 | Sébastien Loeb     |

## Classements au championnat après l'épreuve

### Classement des pilotes
| Rang | Pilote                | Rallyes | Rallyes | Rallyes | Rallyes | Rallyes | Rallyes | Rallyes | Rallyes | Rallyes | Rallyes | Rallyes | Rallyes | Total points |
| Rang | Pilote                | IRL     | NOR     | CYP     | POR     | ARG     | ITA     | GRE     | POL     | FIN     | AUS     | ESP     | GBR     | Total points |
| ---- | --------------------- | ------- | ------- | ------- | ------- | ------- | ------- | ------- | ------- | ------- | ------- | ------- | ------- | ------------ |
| 1er  | Mikko Hirvonen        | 6       | 8       | 8       | 8       | Ab.     | 8       | 10      | 10      | 10      | 10      |         |         | 78           |
| 2e   | Sébastien Loeb        | 10      | 10      | 10      | 10      | 10      | 5       | Ab.     | 2       | 8       | 8       |         |         | 73           |
| 3e   | Daniel Sordo          | 8       | 4       | 5       | 6       | 8       | 0       | 0       | 8       | 5       | 6       |         |         | 50           |
| 4e   | Jari-Matti Latvala    | 0       | 6       | 0       | Ab.     | 3       | 10      | 6       | Ab.     | 6       | 4       |         |         | 35           |
| 5e   | Henning Solberg       | 5       | 5       | 0       | 4       | 6       | 1       | 0       | 6       | 0       | 2       |         |         | 29           |
| 6e   | Petter Solberg        | -       | 3       | 6       | 5       | Ab.     | 6       | Ab.     | 5       | Ab.     |         |         |         | 25           |
| 7e   | Matthew Wilson        | 2       | 2       | 4       | Ab.     | 4       | 3       | 0       | 4       | 1       | 3       |         |         | 23           |
| 8e   | Sébastien Ogier       | 3       | 0       | Ab.     | 0       | 2       | Ab.     | 8       | Ab.     | 3       | 5       |         |         | 21           |
| 9e   | Federico Villagra     | -       | -       | 2       | 2       | 5       | Ab.     | 5       | -       | 0       | 1       |         |         | 15           |
| 10e  | Conrad Rautenbach     | 0       | Ab.     | 3       | Ab.     | Ab.     | 0       | 4       | 1       | Ab.     |         |         |         | 8            |
| 11e  | Mads Østberg          | -       | 0       | -       | 3       | -       | 2       | 2       | Ab.     | Ab.     |         |         |         | 7            |
| 12e  | Khalid al-Qassimi     | 1       | -       | 1       | 1       | -       | 0       | 3       | -       | 0       |         |         |         | 6            |
| 13e  | Chris Atkinson        | 4       | -       | -       | -       | -       | -       | -       | -       | -       |         |         |         | 4            |
| 13e  | Evgeny Novikov        | -       | 0       | Ab.     | Ab.     | -       | 4       | 0       | 0       | Ab.     |         |         |         | 4            |
| 13e  | Matti Rantanen        | -       | -       | -       | -       | -       | -       | -       | -       | 4       |         |         |         | 4            |
| 16e  | Krzysztof Holowczyc   | -       | -       | -       | -       | -       | -       | -       | 3       | -       |         |         |         | 3            |
| 17e  | Jari Ketomaa          | -       | -       | -       | -       | -       | -       | -       | -       | 2       |         |         |         | 2            |
| 18e  | Urmo Aava             | 0       | 1       | -       | -       | -       | -       | -       | -       | -       |         |         |         | 1            |
| 18e  | Nasser Al Attiyah     | -       | -       | 0       | 0       | 1       | 0       | 0       | -       | -       |         |         |         | 1            |
| 18e  | Lambros Athanassoulas | -       | -       | -       | -       | -       | -       | 1       | -       | -       |         |         |         | 1            |

| Couleur | Résultat                                                         |
| ------- | ---------------------------------------------------------------- |
| Or      | Vainqueur                                                        |
| Argent  | 2e place                                                         |
| Bronze  | 3e place                                                         |
| Vert    | Classé, dans les points                                          |
| Bleu    | Classé, hors des points Non classé (Nc.)                         |
| Mauve   | Abandon (Ab.) Retrait (Re.)                                      |
| Noir    | Disqualifié (Dq.)                                                |
| Blanc   | N'a pas pris le départ (Np.) Forfait (Forf.) Épreuve annulée (A) |
| Aucune  | N'a pas participé (-)                                            |

### Classement des constructeurs
| Rang | Équipe                             | Rallyes | Rallyes | Rallyes | Rallyes | Rallyes | Rallyes | Rallyes | Rallyes | Rallyes | Rallyes | Rallyes | Rallyes | Total points |
| Rang | Équipe                             | IRL     | NOR     | CYP     | POR     | ARG     | ITA     | GRE     | POL     | FIN     | AUS     | ESP     | GBR     | Total points |
| ---- | ---------------------------------- | ------- | ------- | ------- | ------- | ------- | ------- | ------- | ------- | ------- | ------- | ------- | ------- | ------------ |
| 1er  | Citroën Total WRT                  | 18      | 14      | 16      | 16      | 18      | 8       | 4       | 12      | 13      | 16      |         |         | 135          |
| 2e   | BP-Ford Abu Dhabi WRT              | 8       | 14      | 10      | 8       | 3       | 18      | 18      | 10      | 16      | 12      |         |         | 117          |
| 3e   | Stobart VK M-Sport Ford Rally Team | 8       | 8       | 6       | 5       | 10      | 7       | 5       | 11      | 4       | 5       |         |         | 69           |
| 4e   | Citroën Junior Team                | 5       | 2       | 4       | 0       | 2       | 5       | 6       | 5       | 4       | 5       |         |         | 38           |
| 5e   | Munchi's Ford World Rally Team     | 0       | 0       | 3       | 4       | 5       | 0       | 6       | 0       | 2       | 0       |         |         | 20           |